# Polešovice
Polešovice település Csehországban, a Uherské Hradiště-i járásban. Polešovice Boršice, Vážany, Nedakonice, Ořechov, Stříbrnice, Uherský Ostroh, Tučapy és Moravský Písek településekkel határos. Lakosainak száma 2023 fő (2024. január 1.).

## Népesség
A település lakosságának változását az alábbi diagram mutatja:
| Lakosok száma | 1984 | 2046 | 2092 | 2251 | 2203 | 1989 | 1980 | 2015 | 2009 | 2023 |
|               | 1869 | 1890 | 1921 | 1950 | 1980 | 2001 | 2017 | 2019 | 2022 | 2024 |